# Fredrik Johansson (Radsportler, 1978)
Fredrik Johansson (* 18. März 1978) ist ein ehemaliger schwedischer Radrennfahrer.

## Sportliche Laufbahn
Fredrik Johansson erzielte 2000 seine ersten Platzierungen, unter anderem Platz 20 bei den schwedischen Meisterschaften im Straßenrennen. 2001 belegte er Platz 10 beim Scandinavian Open Road Race. Ab 2002 startete Fredrik Johansson bei dem Radsportteam Mälarenergi. 2004 erwirkte er dritte Plätze bei den schwedischen Meisterschaften im Einzelzeitfahren und beim Grand Demy Cars sowie Platz 5 bei der Flèche du Sud. 2006 gewann die Rennen Grand Demy Cars und Boucles de la Marne. Belegte den zweiten Platz beim Antwerpse Havenpijl, Platz 3 bei Internatie Reningelst und Platz 5 beim Scandinavian Open Road Race. Sein bislang größter Erfolg gelang ihm 2007 mit dem Gesamtsieg des Etappenrennens Ronde de l’Oise. 2008 gewann er eine Etappe bei Jelajah Malaysia und wurde Vierte beim Straßenrennen der Schwedischen Meisterschaften. 2009 gewann er eine Etappe bei der Flèche du Sud und belegte im Gesamtklassement den 6. Platz. Nach der Saison 2009 beendete er seine Profikarriere.

## Erfolge
2004
- Schwedische Meisterschaften – Einzelzeitfahren

2006
- Grand Prix Demy-Cars
- Boucles de la Marne

2007
- Gesamtwertung Ronde de l’Oise

2008
- eine Etappe Jelajah Malaysia

2009
- eine Etappe Flèche du Sud